# 文明堂総本店
株式会社文明堂総本店（ぶんめいどうそうほんてん）は、長崎県長崎市に本社を置く日本の製菓業者。

## 沿革
- 1900年（明治33年）1月 - 中川安五郎が長崎市丸山町72番地で創業。
- 1902年（明治35年）- 店舗を船大工町4番地に移転。
- 1903年（明治36年）- 店舗を船大工町84番地に移転。
- 1910年（明治43年）- 店舗を馬町に移転。
- 1922年（大正11年）3月1日 - 宮崎甚左衛門が東京市下谷区東黒門町4番地(現・東京都台東区上野)に東京支店を開設。
- 1923年（大正12年）
  - 9月1日 - 関東大震災で東京支店を焼失。長崎に一時帰省する。
  - 10月末 - 麻布区箪笥町69番地(現・東京都港区六本木)に東京支店を再建。
- 1925年（大正14年）- 宮内省（現・宮内庁）御用達を賜る。
- 1927年（昭和2年）- 店舗を今町（現・金屋町）に移転。
- 1928年（昭和3年）
  - 3月 - 大波止店を新築し本店とする。
  - 4月 - 文明堂合資会社を設立。
- 1930年（昭和5年）4月21日 - 神戸支店を開店。
- 1933年（昭和8年）
  - 11月8日 - 横浜支店開店。
  - 12月20日 - 新宿支店開店。
- 1934年（昭和9年）9月15日 - 大阪支店開店。
- 1939年（昭和14年）2月12日 - 銀座支店開店。
- 1944年（昭和19年）- カステラの製造販売を中止。
- 1945年（昭和20年）
  - 1月27日 - 空襲で銀座支店焼失。
  - 5月25日 - 空襲で東京支店、新宿支店焼失。
- 1946年（昭和21年）- 東京・横浜・神戸等の地方支店を総本店から経営分離。
- 1952年（昭和27年）- 玉江町（現・江戸町）に本店新社屋完成。
- 1954年（昭和29年）- 博多支店開店。
- 1957年（昭和32年）- 中川真晤が社長に就任。
- 1964年（昭和39年） - 広島支店開店。
- 1969年（昭和44年）- 中川安明が社長に就任。
- 1997年（平成7年）- 株式会社文明堂総本店に改称。
- 2003年（平成15年）- 中川安英が社長に就任。

## 事業所
- 本店 - 長崎県長崎市江戸町1番1号
- 広島支店 - 広島県広島市東区矢賀1丁目7-21
- 福岡営業所 - 福岡県福岡市南区長住1丁目2番49号

## 商品
- カステラ
- カット包装カステラ
- 特撰カステラ
- 三笠山
- カステラ巻
- さざれ菊
- 最中
- 羊羹
- 桃カステラ
- レモンケーキ